# Antonio Stankov
Antonio Stankov (født 19. februar 1991 i Štip, Jugoslavien, nuværende Makedonien) er en makedonsk fodboldspiller, der spiller for Achilles '29
Han er tvillingebror til fodboldspilleren Aleksandar Stankov. De er blandt andet kendt som "De gråhårede tvillinger".

## Karriere

### Viborg FF
Han startede sin professionelle karriere i hollandske Roda, blandt andet sammen med sin tvillingebror Aleksandar Stankov, som kom til Viborg FF i december 2012.
I sommeren 2014 prøvetrænede Stankov i Viborg, og efter en imponerende periode på træningsbanen overbeviste han den sportslige ledelse om en kontrakt. Den 1. juli 2014 skiftede Stankov så officielt til Viborg FF, hvor også hans tvillingebror, Aleksandar Stankov spillede. Købet blev bekræftet den 27. juni 2014.
Den 17. juli 2015 blev han udlejet til Vejle BK for 2015/2016 sæsonen.
Den 26. maj 2016 meddelte Viborg FF, at hans kontrakt ikke vil blive forlænget.

### Achilles '29
I januar 2017 blev det offentliggjort, at Antonio Stankov skiftede til hollandske Achilles '29.

## International karriere
Stankov har repræsenteret Makedoniens U21-landshold.